# Бои при Духовщине
Бои при Духовщине — бои отступавшего наполеоновского 4-го армейского корпуса Евгения Богарне против русских авангардов Платова и Голенищева-Кутузова в районе города Духовщина в ноябре 1812 года.
После отступления французов от Вязьмы корпус Богарне был направлен Наполеоном от Дорогобужа на Витебск для подкрепления гарнизона генерала Пуже. 26 октября Евгений переправился у Дорогобужа на правый берег Днепра и двинулся проселком к Духовщине. Авангард Платова (6 казачьих и 20-й егерский полк с 12 орудиями) двинулся за французами, постоянно нападая на них. Генерал Дантуар несколько раз останавливал батареи и открывал огонь для удержания казачьих налётов.
28-го французы навели мост на судах через реку Вопь, но внезапным ледоходом мост был сорван. Тем временем подошёл Платов и открыл огонь по столпившимся у переправы войскам, а вскоре казачьи партии переправились на другой берег реки. Назначив в арьергард дивизию Брусье, Богарне начал переправу в брод; сначала переправилась пехота и кавалерия, а затем обоз и артиллерия. Так как застрявшие орудия загромоздили брод, большую часть артиллерии (64 орудий) и весь обоз пришлось бросить. К вечеру корпус, за исключением дивизии Брусье, успел переправиться через Вопь и заночевал под открытым небом. В ночь на 29-е переправилась и дивизия Брусье.
С рассветом Платов бросился преследовать и отбил ещё 23 орудий. Прикрываясь арьергардной дивизией с оставшимся 12 орудиями, французские войска продолжали движение. В Духовщине их предупредили два казачьих полка из авангарда Голенищева-Кутузова, преградившие им путь перед городом. Однако Богарне удалось, построив в каре итальянскую гвардию, вместе с баварской кавалерией атаковать и отбросить казаков и дать в Духовщине своим войскам дневной отдых.
Здесь он получил известие, что русские овладели Витебском, и поэтому решил в ночь на 31-е свернуть к Смоленску. В 10 часов вечера подошедший авангард Платова обстрелял из орудий отдыхавших французов и внёс в их ряды сумятицу. 31-го октября французы подожгли Духовщину и в 2 часа дня оставили город. 1 ноября Богарне достиг Смоленска, куда привёл всего 6 тысяч человек. Отряд Платова, настойчиво преследовавший противника, подошёл к Смоленску одновременно с французами.